# Vårdrelaterade infektioner
Vårdrelaterade infektioner (VRI) (nosokomiala infektioner) populärt kallade sjukhussjuka definieras som infektioner som drabbar patienter eller personal i samband med undersökningar, behandlingar eller vård inom hälso- och sjukvården samt tandvården.

## Bakgrund
Varje år drabbas uppskattningsvis omkring 6 miljoner patienter av vårdrelaterade infektioner enbart i USA och EU, varav 150 000 dör till följd av infektionen. Vårdens och vårdpersonalens roll som överförare av infektioner upptäcktes redan av Ignaz Semmelweiss 1847, men vårdpersonalens slarv med hygien orsakar fortfarande att en stor del av att patienterna på sjukhus råkar ut för vårdrelaterade sjukdomar. Medicintekniska produkter, främst så kallade in- och utfarter i kroppen såsom katetrar, tuber, slangar orsakar omkring 50 - 60 procent av alla vårdrelaterade infektioner. Problemet har på senare tid förvärrats av utvecklingen av antibiotikaresistenta stammar av sjukdomsalstrare, så som MRSA. Enterohemorragisk E. coli (EHEC) kan också spridas nosokomialt.

### Exempel
De vanligaste vårdrelaterade infektionerna är:
- urinvägsinfektion
- infektion efter operation (postoperativa sårinfektion)
- lunginflammation

Även:
- spridning av magsjukevirus (gastronterit)
- överföring av blodsmitta[4]

## Åtgärder
Fortfarande skulle incidensen av vårdrelaterade sjukdomar och infektioner kunna minskas dramatiskt genom bättre sjukhushygien, så som handdesinfektion med desinfektionslösning, byte av skyddskläder mellan alla patientkontakter och rengöring av patientnära kontaktytor. En utökad användning av telemedicin skulle också kunna minska smittspridningen av såväl resistenta som icke-resistenta sjukdomsframkallande bakterier. Medicintekniska produkter, behandlade med en infektionshämmande beläggning, är ytterligare ett sätt att förebygga och reducera antalet VRI, vilket minskar antibiotika-användningen, spridningen av multi-resistenta bakterier och räddar liv.

### SKR:s framgångsfaktorer
Sveriges kommuner och regioners åtta framgångsfaktorer i det preventiva arbetet:
1. Vårdrelaterade infektioner ses som oacceptabla
2. Hygienriktlinjer ses som självklara
3. Riskbedömningar ger proaktiva arbetssätt
4. Goda lokalmässiga förutsättningar skapas
5. Konsekvent budskap och regelbunden återkoppling
6. Städning ses som en viktig del
7. Vårdhygien och verksamheter samarbetar tätt
8. Fokuserad ledning som agerar via adekvata kanaler[5]